# Timokrácia
A timokrácia (timé [érték] + kratosz [-krácia, uralom]) olyan politikai rendszer, amelyben az emberek az általuk birtokolt anyagi javak arányában részesülnek állampolgári jogokban.

## Szerkezete
Szolón Kr. e. 594-ben a phülékre tagolt athéni lakosságot az éves jövedelem alapján négy csoportba sorolta:
- a leggazdagabbak a minimum ötszáz mérősök, az úgynevezett pentakosziomedimnoszok voltak,
- őket a háromszáz mérős hippeiszek („lovat tartók” vagy lovagok),
- a kétszáz mérős, nehézfegyverzetű hoplitákat adó zeugitészek (ökörfogatosok)
- végül a kétszáz mérő alatti jövedelemhez jutó thészek (napszámosok) követték.

A fő tisztségekre az első három osztályba tartozók voltak jogosultak. A népgyűlésen (ekklészia) szavazhattak  és az esküdtbíróságok munkájában - Szólón intézkedései nyomán - minden szabad polgár részt vehetett. Az esküdtbíróságon az ítélkezés az egyszerű polgárok bevonásával zajlott. Az újonnan létrehozott négyszáz tagú tanács, a bulé tagjai viszont csak a három felső, a legmagasabb tisztségviselők (arkhónok) a legfelső vagyoni kategóriába tartozók közül kerülhettek ki. A politikai jogokat tehát a vagyoni helyzet határozza meg.
Az új államrend nem helyettesítette a régi, nemzetségi alapú phülé-szervezetet, csak vagyoni alapon tagolta a négy fiktív vérségi szervezetet.